# Olle Nordin
Olle Nordin (23 de novembro de 1949) é um ex-futebolista sueco que atuava como meio-campo.

## Carreira
Nordin competiu na Copa do Mundo de 1978, sediada na Argentina, na qual a Suécia terminou na 13º colocação dentre os 16 participantes.